# Ganjigunte, Challakere
Ganjigunte là một làng thuộc tehsil Challakere, huyện Chitradurga, bang Karnataka, Ấn Độ.